# Taquaritinga do Norte (kommun)
Taquaritinga do Norte är en kommun i Brasilien.   Den ligger i delstaten Pernambuco, i den östra delen av landet, 1 600 km nordost om huvudstaden Brasília. Antalet invånare är 24 923.
Följande samhällen finns i Taquaritinga do Norte:
- Taquaritinga do Norte

Omgivningarna runt Taquaritinga do Norte är huvudsakligen savann. Runt Taquaritinga do Norte är det glesbefolkat, med 19 invånare per kvadratkilometer.